# ヴィルヘルム2世 (マイセン辺境伯)
ヴィルヘルム2世（ドイツ語：Wilhelm II., 1371年4月23日 - 1425年3月13日）は、マイセン辺境伯（在位：1407年 - 1425年）。

## 生涯
ヴィルヘルム2世はマイセン辺境伯フリードリヒ3世とカテリーナ・フォン・ヘンネベルクの次男である。
1382年にケムニッツにおいて領地の分割が行われ、ヴィルヘルム2世は兄フリードリヒおよび弟ゲオルク（1401年没）とともにオスターラントとランツベルクを受け取り、1407年の叔父ヴィルヘルム1世の死後にマイセンの一部も手に入れた。しかし、1410年のナウムブルク条約で、フリードリヒとヴィルヘルムの兄弟は土地の新たな分割に合意してオスターラントを2人で分割し、1411年にその決定が下されるとヴィルヘルムはオスターラントの大部分を受け取ったが、兄フリードリヒはイェーナの代わりにライプツィヒをヴィルヘルムに与えた。ザクセン選帝侯領のコーブルクにおいて、ヴィルヘルムは一時的にテューリンゲン方伯として現れる。1417年に弟のフリードリヒとともに、バンベルク司教アルブレヒト・フォン・ヴェルトハイムに対しバンベルク教区の境界を認証し、1424年にはヘンネベルク＝アッシャッハ＝ハルテンベルク伯ゲオルクとの間でザクセン防衛組織設立に関する契約を締結した。1420年、ヴィルヘルムはフス戦争のため兄フリードリヒ1世の遠征に参加した。
ヴィルヘルム2世は1425年3月13日に死去した。プウォツク公シェモヴィト4世の娘アメリア・マゾヴィエツカと結婚したが、2人の間に子供は生まれなかったといわれている。しかし一方で、ヴィルヘルムは未婚であったともいわれる。